# Cercospora sesami
Cercospora sesami är en svampart som beskrevs av Zimm. 1904. Cercospora sesami ingår i släktet Cercospora och familjen Mycosphaerellaceae.   Inga underarter finns listade i Catalogue of Life.